# Исчезновение Итана Патца

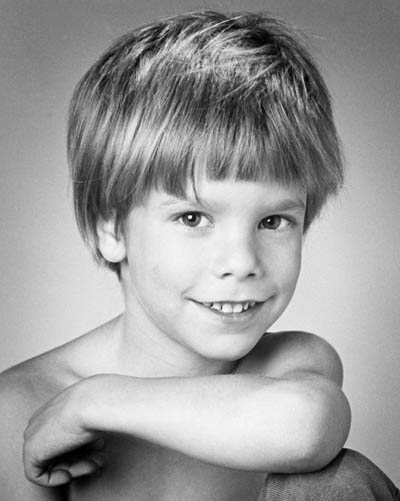
Итан Патц (16 сентября 1978)

Итан Кейлил Патц (англ. Etan Kalil Patz; род. 9 октября 1972, Манхэттен, Нью-Йорк, США — пропал 25 мая 1979 (там же), объявлен мёртвым в 2001 году) — американский мальчик еврейского происхождения, который 25 мая 1979 года исчез в районе Сохо в нижнем Манхэттене (Нью-Йорк). На тот момент ему было шесть лет. Он является самым известным пропавшим без вести ребёнком Нью-Йорка. Его исчезновение дало начало движению пропавших детей, в частности, появилось новое законодательство и различные методы отслеживания пропавших детей, такие как размещение фото исчезнувших детей на упаковках молока (середина 1980-х годов). Итан стал первым пропавшим ребёнком, изображённым на пакете молока.
В 2010 году расследование исчезновения Патца было возобновлено в бюро окружного прокурора Нью-Йорка. В апреле 2012 года ФБР раскопало подвал возле дома Патца, но никаких новых доказательств выявлено не было. Сознавшемуся подозреваемому, Педро Эрнандесу, в том же году было предъявлено обвинение в убийстве второй степени и похищении первой степени. В 2014 году дело прошло серию слушаний с целью определить, являются ли показания Эрнандеса допустимым доказательством в суде в соответствии с правилом Миранды. Судебный процесс начался в январе 2015 года, но в итоге в мае вышло постановление о неправильном судебном разбирательстве. При пересмотре дела в феврале 2017 года присяжные признали Педро Эрнандеса виновным в убийстве Итана Патца. В апреле он был приговорён к пожизненному заключению.
В 1983 году президент Рональд Рейган объявил день исчезновения Патца, 25 мая 1979 года, Национальным днём пропавших детей. Каждый год 25 мая члены сообщества (основано в 1998 году как совместное предприятие Международного центра по делам пропавших и эксплуатируемых детей и американского Национального центра по делам пропавших и эксплуатируемых детей) из 22 стран отмечают Международный день пропавших детей, вспоминая пропавших без вести и похищенных детей, а также тех, кто был найден.

## Исчезновение
Утром в пятницу 25 мая 1979 года шестилетний Итан Патц впервые сам отправился в школу. Он должен был пройти два квартала и сесть на школьный автобус на пересечении Западного Бродвея и Спринг-стрит. В тот день на нём были шляпа, рубашка, джинсы и кроссовки, всё синего цвета. Он так и не дошёл до автобусной остановки. Когда он не вернулся домой после окончания уроков, его мать позвонила в полицию.
Масштабный поиск начался в тот же вечер, были задействованы примерно 100 полицейских и команда кинологов. Поиски продолжались в течение нескольких недель. Сперва подозрения детективов пали на семью Патцов, но они быстро определились, что родители не виновны. Масштабные поиски с участием соседей и полиции охватили весь город, всюду были развешаны плакаты с изображением пропавшего ребёнка, но это ничего не дало. Отец Итана, Стэн Патц, будучи профессиональным фотографом, в стремлении найти своего сына растиражировал коллекцию фотографий мальчика. Эти фотографии Итана в больших количествах печатались на плакатах и молочных пакетах, а также выводились на экраны на Таймс-сквер.

## Последующие расследования

### Подозреваемый Хосе Рамос, 1980-е — 90-е годы
Помощник прокурора США Стюарт Р. Грабойс, получив работу в 1985 году, назвал основным подозреваемым в исчезновении Патца некого Хосе Антонио Рамоса. Он был другом няни Итана, родители Патца знали его. Во время расследования он уже отбывал наказание в государственном исправительном учреждении Даллас, Пенсильвания, за несвязанные между собой случаи растления малолетних. Некоторые мальчики обвинили Рамоса в попытке заманить их в водосток, где он жил в 1982 году, в Бронксе. Когда полицейские обыскали водосток, они нашли фотографии Рамоса с маленькими мальчиками, которые напоминали Патца. В 1990 году Грабойс представлял генерального прокурора в Пенсильвании, чтобы помочь вести судебное дело против Рамоса за сексуальное насилие против других детей, а также чтобы получить дополнительную информацию по делу Патца. Отвечая на вопросы Грабойса, Рамос заявил, что в день исчезновения Патца он отвёл мальчика к себе, дабы изнасиловать его. Он был «на 90 процентов уверен», что это был мальчик, которого он позже увидел по телевизору. Рамос не называл имя Патца, однако он заявил, что «посадил мальчика на метро». Позже в 1991 году тюремный информатор рассказал Грабойсу и агенту ФБР Мэри Галлиган, что Рамос знал о случае с Патцем и даже нарисовал ему карту маршрута школьного автобуса, указав, что остановка Патца была третьей по счёту.
21 октября 1999 года в специальной колонке о пропавших без вести детях «New York Post» сообщила, что Рамос — главный подозреваемый в исчезновении Итана Патца. Патц был объявлен мёртвым в 2001 году, в 2004 году родители Итана, Стэнли и Джули Патц, предъявили Рамосу гражданский иск. В рамках гражданского судопроизводства в Нью-Йорке Рамос был признан виновным в смерти Патца, хотя отрицал свою вину. Суд назначил Патцам компенсацию в размере $ 2 миллиона, которую они так и не получили из-за несостоятельности Рамоса (позднее компенсация была отменена по просьбе родителей Итана). Хосе Рамос был освобождён 7 ноября 2012 года, но через некоторое время его снова арестовали за нарушение закона Меган.
Каждый год в день рождения и годовщину исчезновения Итана Стэн Патц отправлял Рамосу копию плаката своего пропавшего сына. На обратной стороне он печатал такое сообщение: «Что ты сделал с моим мальчиком?»

### Возобновление расследования, 2010—2017
В мае 2010 года окружной прокурор Манхэттена Сайрус Вэнс-младший официально объявил, что материалы дела Итана Патца будут пересмотрены. Формально всё это время расследование продолжалось.
В поисках улик 19 апреля 2012 года ФБР и следователи департамента полиции Нью-Йорка начали раскапывать подвал на Принс-стрит 127B, недалеко от дома Патца. По материалам досье, сразу после исчезновения мальчика в 1979 году в нём начался ремонт. Подвал использовали как мастерскую и хранили там инструменты. После четырёх дней поиска следователи объявили, что «ничего убедительного не нашли», в частности не было обнаружено никаких человеческих останков.
24 мая 2012 года комиссар полиции Нью-Йорка Рэймонд Келли сообщил, что мужчина, который назвал себя причастным к исчезновению Патца, находится в заключении. В соответствии с «The New York Times», некий Педро Эрнандес (51 год) из Мэпл Шэйд, Нью-Джерси, признался правоохранительным органам, что задушил Итана Патца. Согласно книге о деле Патца «После Итана» (англ. After Etan, 2009), у мальчика с собой был доллар, он сказал своим родителям, что собирается купить себе к обеду газированную воду. На момент исчезновения Патца Эрнандес был работником винного отдела в магазине у дома, ему было 18 лет. Вероятно, в этот магазин и зашёл Патц. Эрнандес сказал, что позже он выбросил останки мальчика в мусор. Однако, согласно отчёту от 25 мая 2012 года, у полиции на то время не было вещественных доказательств, чтобы подтвердить признание Эрнандеса.
В мае 2012 года сестра подозреваемого Нина Эрнандес и Томас Ривера (лидер группы харизматических христиан в церкви святого Антония Падуанского, римско-католическом храме в Камдене) заявили, что Эрнандес, возможно, публично признался в убийстве Патца в присутствии других прихожан в начале 1980-х годов. По словам сестры Эрнандеса, это была «открытая семейная тайна, о которой он признался в церкви». 14 ноября 2012 года большое жюри Нью-Йорка предъявило Эрнандесу обвинение в убийстве второй степени и похищении первой степени. Его адвокат заявил, что Эрнандесу был поставлен диагноз шизотипическое расстройство личности, симптомом которого являются галлюцинации. Адвокат также заявил, что его клиент имеет низкий коэффициент интеллекта, составляющий около 70, и находится «на грани умственной отсталости». 12 декабря 2012 года в суде Нью-Йорка Эрнандес не признал себя виновным по двум пунктам обвинения в убийстве и одному пункту обвинения в похищении.
В апреле 2013 года Харви Фишбейн, адвокат Педро Эрнандеса, подал ходатайство о закрытии дела, заявив, что «признание Эрнандеса в одном из самых известных исчезновений детей страны было ложным, приправленным сомнительными претензиями и сделанным после почти семи часов допроса». В следующем месяце, однако, судья Верховного суда Манхэттена Максвелл Уайли постановил, что доказательства были «с правовой точки зрения достаточными для поддержки обвинения» и рассмотрение дела может продолжаться. Он также назначил слушания, чтобы определить, можно ли использовать заявления обвиняемого в судебном разбирательстве.
В сентябре 2014 года состоялись слушания о том, являются ли заявления, сделанные Эрнандесом до того, как полиция выполнила правило Миранды (с которым он был ознакомлен во время семичасового допроса), юридически допустимым доказательством в суде. Сам Эрнандес сделал их до того, как был проинформирован о правиле Миранды. Слушание было также призвано определить, понял ли он значение своих прав по правилу Миранды и был ли компетентен отказаться от их использования. Было важно ответить на данные вопросы, потому что от этого зависело, являются ли заявления, сделанные Эрнандесом после этого момента, допустимым доказательством в суде. Фактическая истинность или ложность заявлений не была в центре внимания заседания; а вопрос о правдивости заявления должен был обсуждаться в ходе судебного разбирательства, которое началось 5 января 2015 года. Дело слушалось в зале № 733, Центр-стрит 111, Нью-Йорк. В мае 2015 года после того, как суд присяжных не смог определить, правдивы ли заявления Эрнандеса, дело завершилось постановлением о неправильном судебном разбирательстве. Во время пересмотра дела, 14 февраля 2017 года, после 9 дней дебатов в совещательной комнате, присяжные единогласно признали Педро Эрнандеса виновным в убийстве Итана Патца. 18 апреля 2017 года Эрнандес был приговорён к пожизненному заключению с правом подать запрос об условно-досрочном освобождении через 25 лет.

## Наследие
В 1983 году президент Рональд Рейган объявил день исчезновения Итана Патца, 25 мая 1979 года, Национальным днём пропавших детей.
С 2001 года этот день отмечают по всему миру. Каждый год 25 мая члены Глобального сообщества пропавших детей (основано в 1998 году как совместное предприятие Международного центра по делам пропавших и эксплуатируемых детей и американского Национального центра по делам пропавших и эксплуатируемых детей) из 22 стран отмечают Международный день пропавших детей, вспоминая пропавших без вести и похищенных детей, а также тех, кто был найден. Кроме того, участники организации общаются, обмениваются передовым опытом и распространяют информацию и изображения, чтобы улучшить эффективность поиска пропавших без вести детей.
Международный центр по делам пропавших и эксплуатируемых детей координирует программу «Помогите вернуть их домой» в 22 странах. В свою очередь, Международный день пропавших детей поднимает во всем мире вопрос о похищении детей и предлагает родителям ряд шагов, которые они могут предпринять для защиты своих детей.
Пристальное внимание СМИ к исчезновению Патца привлекло большое внимание к вопросу пропавших детей. В частности родители стали реже позволять детям ходить в школу самим, фотографии пропавших детей начали печататься на пакетах молока, появилась концепция «незнакомец — опасность» (англ. stranger danger; идея, что всех незнакомых взрослых следует рассматривать в качестве потенциальных источников опасности для ребёнка).
Сотрудники Бруклинской публичной библиотеки, создавая мистификацию, связанную с якобы существующем в этой библиотеке привидении, использовали газетные публикации, посвящённые делу Итана Патца.